# Sarah Rafanelli
Sarah Elizabeth Rafanelli (* 7. Juni 1972 in Santa Clara, Kalifornien) ist eine ehemalige US-amerikanische Fußballspielerin.

## Karriere

### College
Nachdem sie in der Jugend sowohl Fußball, Volleyball und Tennis gespielt hatte, fokussierte sie sich aber ihrer College-Zeit auf ersteres und war hier von 1990 bis 1993 bei den Stanford Cardinal aktiv.

### Nationalmannschaft
In der US-Nationalmannschaft hatte sie ab dem Jahr 1992 erste Einsätze und wurde dann auch für den Kader bei der Weltmeisterschaft 1995 nominiert. Hier wurde sie im zweiten Gruppenspiel in der 85. Minute für Carin Jennings-Gabarra, sowie im Spiel um Platz drei zur 80. Minute ebenfalls für Jennings-Gabarra eingewechselt. Am Ende gewann sie mit ihrer Mannschaft dann auch das Spiel und damit die Bronze-Medaille bei diesem Turnier.